# 다게스탄 자치 소비에트 사회주의 공화국

다게스탄 자치 소비에트 사회주의 공화국의 기

다게스탄 자치 소비에트 사회주의 공화국(러시아어:Дагестанская Автономная Советская Социалистическая Республика)은 1921년 1월 20일부터 1991년까지 있었던 러시아 소비에트 연방 사회주의 공화국 산하의 자치공화국(ACCP)이었다. 수도는 마하치칼라였고 인구는 1,802,579(1989년)이었다.

## 같이 보기

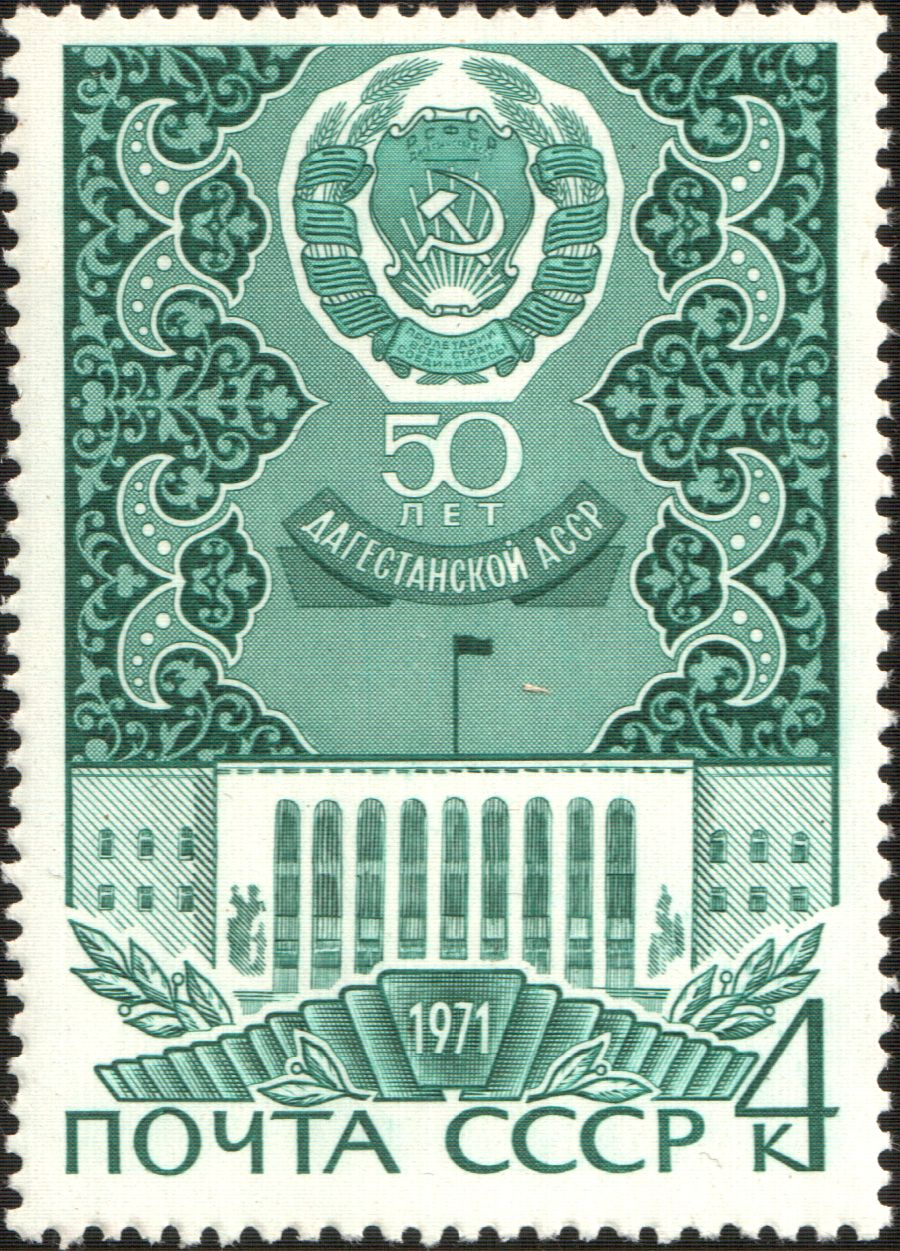
다게스탄ACCP 성립 50주년 기념 우표

- 소련
- 다게스탄
- 자치공화국